# (246643) Miaoli
(246643) Miaoli est un astéroïde de la ceinture principale.

## Description
(246643) Miaoli est un astéroïde de la ceinture principale. Il fut découvert le 18 décembre 2008 à l'observatoire de Lulin par Hsiao Xiang-Yao et Ye Quan-Zhi. Il présente une orbite caractérisée par un demi-grand axe de 2,70 UA, une excentricité de 0,19 et une inclinaison de 3,7° par rapport à l'écliptique.

## Compléments